# 유상주
유상주(兪尙周, 1968년 12월 11일~)는 대한민국의 펜싱 선수, 지도자로 주 종목은 사브르이다. 1996년 하계 올림픽에 대한민국 국가대표로 참가했다.
은퇴 후 펜싱 지도자로 활동하고 있으며 대한민국 사브르 국가대표 코치를 맡았다. 현재 남양주에서 자신의 이름을 내건 펜싱 교습소를 운영하고 있다.